# Сизов, Василий Филиппович
Василий Филиппович Сизов (1915—1942) — старший лейтенант Рабоче-крестьянской Красной Армии, участник Великой Отечественной войны, Герой Советского Союза (1942).

## Биография
Василий Сизов родился 24 января 1915 года в деревне Боровая (ныне — Великолукский район Псковской области). После окончания восьми классов школы проживал и работал в Великих Луках. В 1938 году Сизов был призван на службу в Рабоче-крестьянскую Красную Армию. В том же году он окончил Одесскую военную авиационную школу лётчиков. С начала Великой Отечественной войны — на её фронтах.
К июлю 1942 года старший лейтенант Василий Сизов командовал эскадрильей 146-го истребительного авиаполка 3-й авиагруппы 8-й воздушной армии Юго-Западного фронта. К тому времени он совершил 347 боевых вылетов, принял участие в 36 воздушных боях, по данным представления к званию Героя сбив 9 вражеских самолётов лично и ещё 12 — в составе группы, а по данным позднейших исследований одержав 7 личных и 4 групповые победы. 
23 августа 1942 года Сизов погиб в бою. Похоронен у села Клыково Козельского района (ныне — Калужской области).
К моменту геройской гибели в бою старший лейтенант Василий Сизов совершил около 400 боевых вылетов, провёл около 70 воздушных боёв, сбил лично 8 и в группе 4 немецких и румынских самолёта.
Указом Президиума Верховного Совета СССР «О присвоении звания Героя Советского Союза начальствующему и рядовому составу Красной Армии» от 5 ноября 1942 года за «образцовое выполнение боевых заданий командования на фронте борьбы с немецкими захватчиками и проявленные при этом отвагу и геройство» был удостоен посмертно высокого звания Героя Советского Союза. 
Также был награждён орденом Ленина и двумя орденами Красного Знамени. Навечно зачислен в списки личного состава воинской части.
В честь В. Ф. Сизова названа улица в Великих Луках.